# Humberto Mansilla
Humberto Mansilla, född 22 maj 1996, är en friidrottare från Chile. Han deltog vid olympiska sommarspelen 2020 och olympiska sommarspelen 2024.